# Psathyrometra bigradata
Psathyrometra bigradata is een haarster uit de familie Zenometridae.
De wetenschappelijke naam van de soort werd in 1895 gepubliceerd door Clemens Hartlaub.